# Djúpavogshreppur
Djúpavogshreppur är en tidigare kommun i republiken Island. Djúpavogshreppur hade 472 invånare 2019-01-01.
2020 slogs Djúpavogshreppur samman med Borgarfjarðarhreppur, Fljótsdalshérað och Seyðisfjarðarkaupstaður och bildade den nya kommunen Múlaþing.

## Bilder

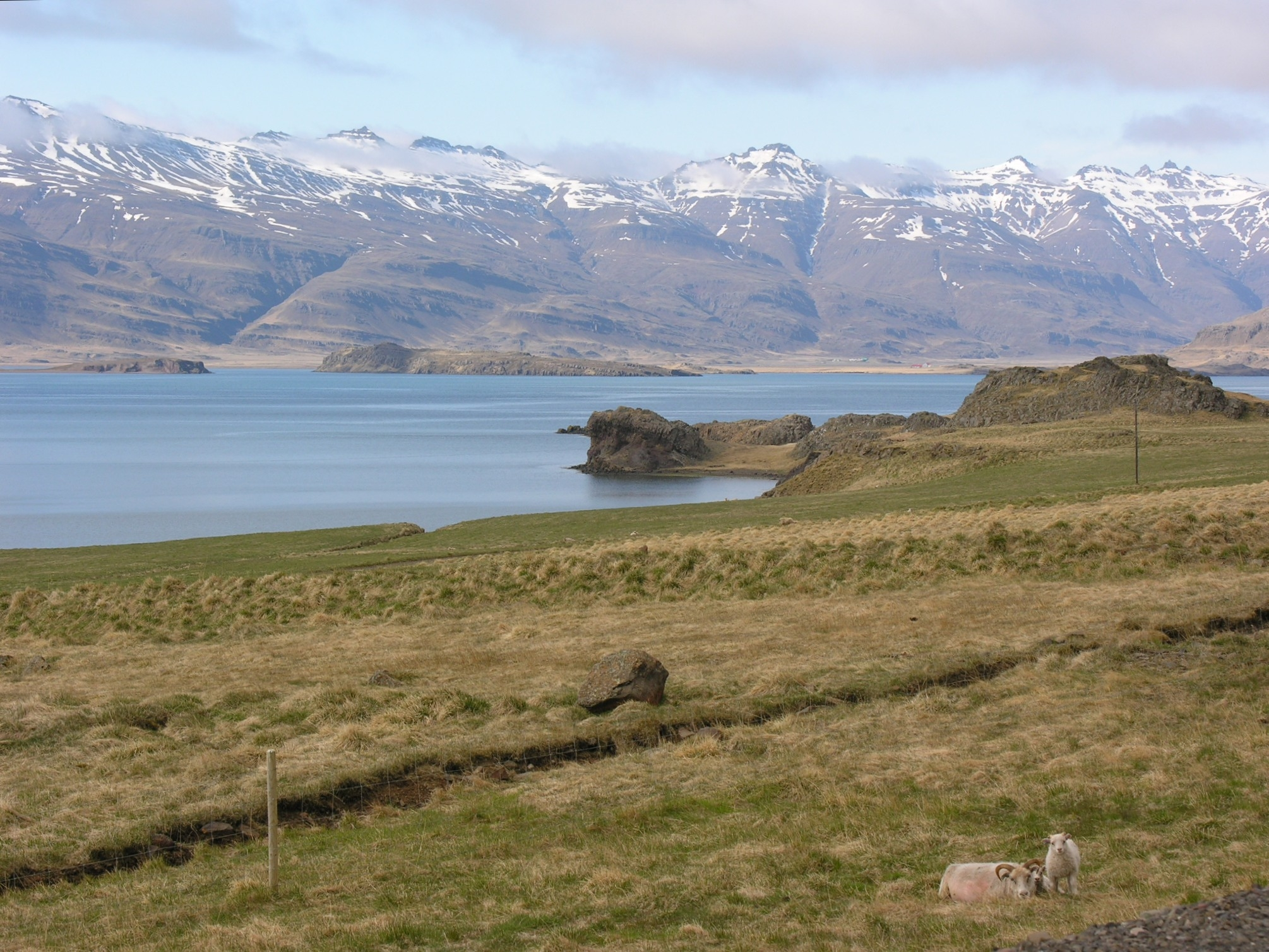
Álftafjörður
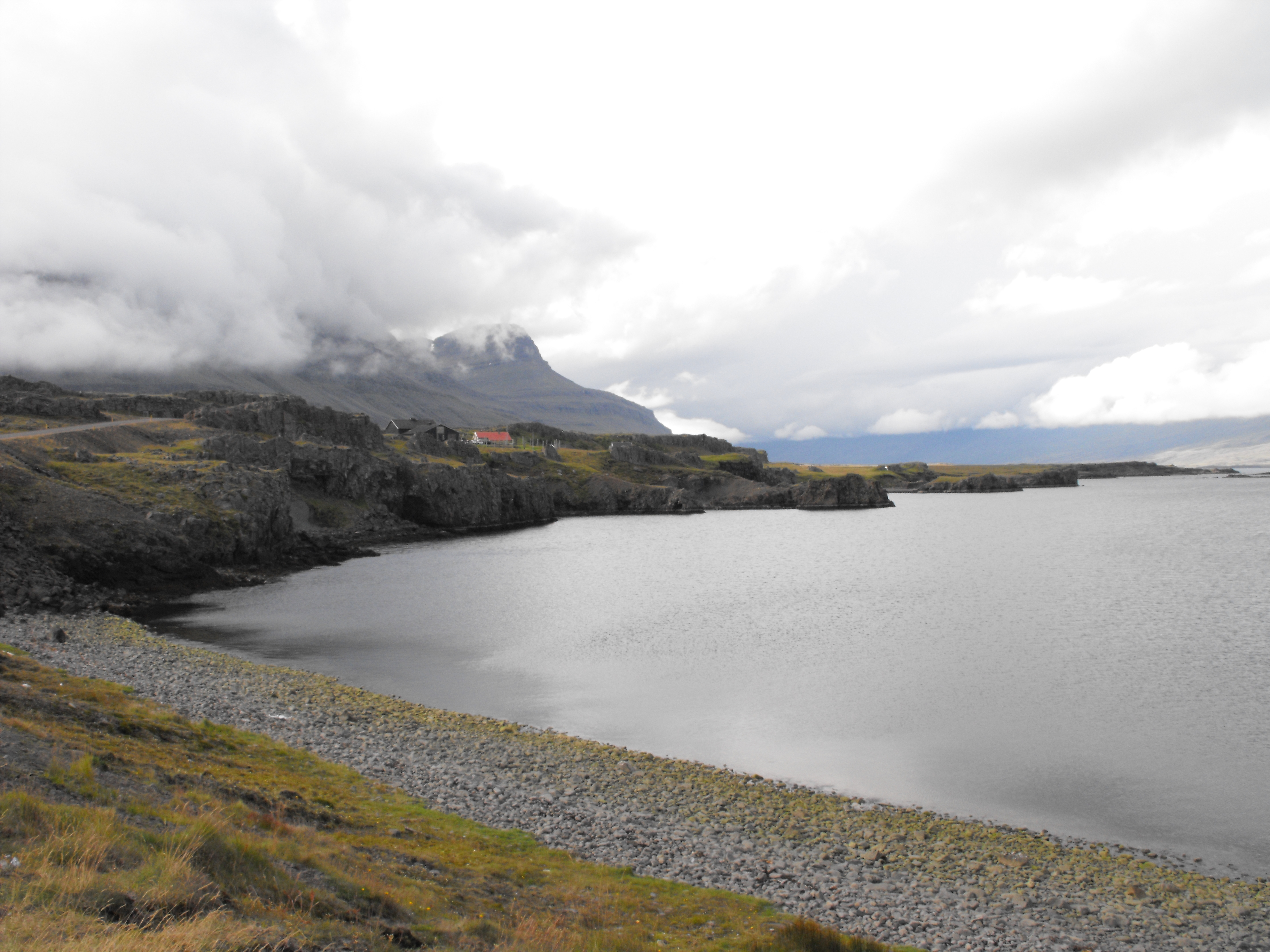
Berufjörður
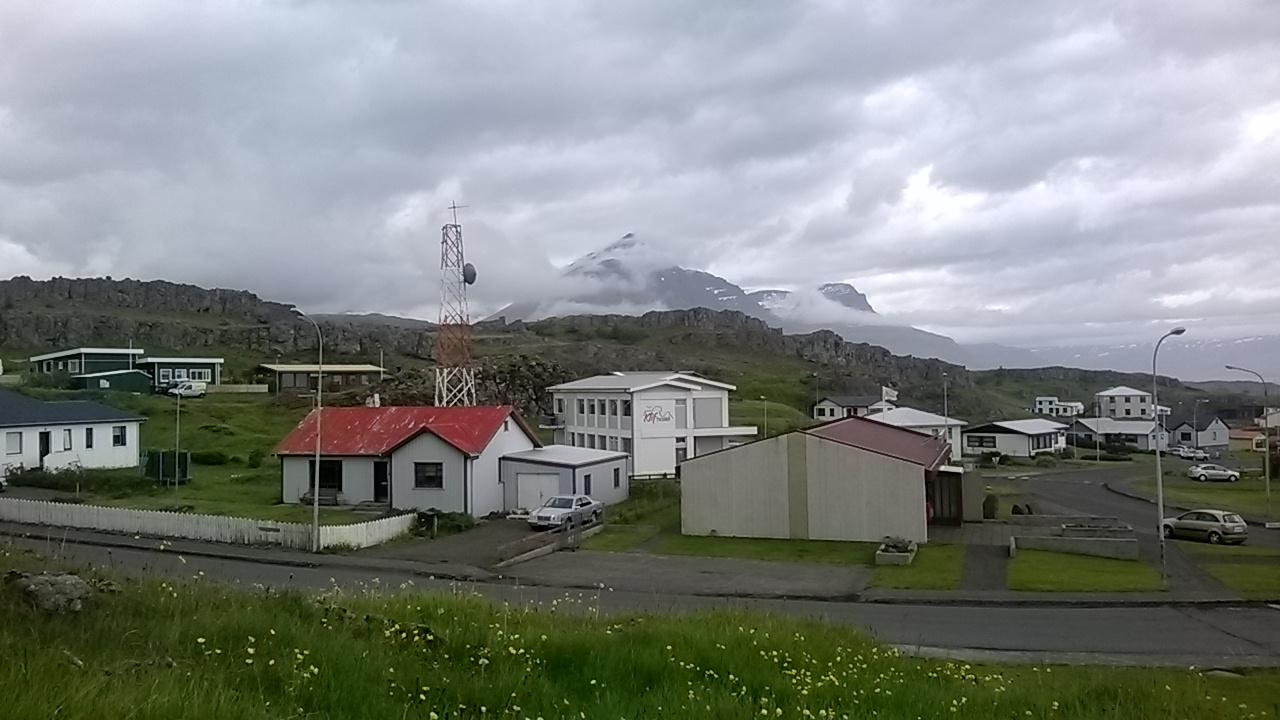
Djúpivogur